# Vladimír Darida
Vladimír Darida (Sokolov, 8 augustus 1990) is een Tsjechisch voetballer die doorgaans als middenvelder speelt. Hij tekende in juli 2015 bij Hertha BSC, dat circa drieënhalf miljoen euro voor hem betaalde aan SC Freiburg. In 2012 maakte Darida zijn debuut in het Tsjechisch voetbalelftal.

## Clubcarrière
Darida stroomde in 2010 door vanuit de jeugd van FC Viktoria Pilsen. In 2011 werd hij kortstondig verhuurd aan FK Baník Sokolov, waarna hij weer voor Viktoria Pilsen ging spelen. Met die club werd hij in zowel 2011 als 2013 kampioen van Tsjechië.
Darida tekende in augustus 2013 een contract bij SC Freiburg, dat in het voorgaande seizoen als vijfde was geëindigd in de Bundesliga. Het betaalde circa €4.000.000,- voor hem, destijds een transferrecord voor Freiburg. Hij eindigde in het volgende seizoen als veertiende met de club en het jaar erna volgde degradatie naar de 2. Bundesliga. Darida daalde niet mee af. Hij tekende in juli 2015 een contract tot medio 2019 bij Hertha BSC, de nummer vijftien van de Bundesliga in het voorgaande seizoen. Dat betaalde Freiburg circa €3.500.000,- voor hem.

## Clubstatistieken
| Seizoen | Club            | Competitie     | Competitie | Competitie | Beker | Beker | Internationaal | Internationaal | Totaal | Totaal |
| Seizoen | Club            | Competitie     | Wed.       | Dlp.       | Wed.  | Dlp.  | Wed.           | Dlp.           | Wed.   | Dlp.   |
| ------- | --------------- | -------------- | ---------- | ---------- | ----- | ----- | -------------- | -------------- | ------ | ------ |
| 2009/10 | Viktoria Pilsen | Gambrinus liga | 3          | 0          | 0     | 0     | —              | —              | 3      | 0      |
| 2010/11 | Viktoria Pilsen | Gambrinus liga | 1          | 0          | 0     | 0     | 0              | 0              | 1      | 0      |
| 2010/11 | Baník Sokolov   | FNLiga         | 13         | 5          | 0     | 0     | —              | —              | 13     | 5      |
| 2011/12 | Viktoria Pilsen | Gambrinus Liga | 22         | 3          | 2     | 0     | 6              | 1              | 30     | 4      |
| 2012/13 | Viktoria Pilsen | Gambrinus Liga | 29         | 6          | 3     | 1     | 16             | 3              | 48     | 10     |
| 2013/14 | Viktoria Pilsen | Gambrinus Liga | 6          | 2          | 1     | 0     | 6              | 1              | 13     | 3      |
| 2013/14 | SC Freiburg     | Bundesliga     | 23         | 3          | 1     | 0     | 3              | 1              | 27     | 4      |
| 2014/15 | SC Freiburg     | Bundesliga     | 31         | 6          | 3     | 1     | —              | —              | 34     | 7      |
| 2015/16 | Hertha BSC      | Bundesliga     | 31         | 5          | 4     | 2     | —              | —              | 35     | 7      |
| 2016/17 | Hertha BSC      | Bundesliga     | 25         | 2          | 2     | 0     | 2              | 0              | 29     | 2      |
| 2017/18 | Hertha BSC      | Bundesliga     | 21         | 0          | 1     | 0     | 2              | 0              | 24     | 0      |
| 2018/19 | Hertha BSC      | Bundesliga     | 10         | 0          | 1     | 0     | —              | —              | 11     | 0      |
| 2019/20 | Hertha BSC      | Bundesliga     | 13         | 3          | 2     | 1     | —              | —              | 15     | 4      |
| Totaal  | Totaal          | Totaal         | 228        | 35         | 20    | 5     | 35             | 6              | 283    | 46     |

Bijgewerkt op 16 december 2019.

## Interlandcarrière
Op 26 mei 2012 maakte Darida zijn debuut in het Tsjechisch voetbalelftal. Op die dag werd met 2–1 gewonnen van Israël in een vriendschappelijke wedstrijd. De middenvelder kwam in de vijfenzestigste minuut in het veld, toen hij van bondscoach Michal Bílek mocht invallen voor Petr Jiráček. In 2012 werd hij door Bílek opgenomen in de selectie van Tsjechië voor het EK 2012. Op dit toernooi kwam hij eenmaal in actie. Op 21 juni werd met 0–1 verloren van Portugal. Darida begon in de basis als vervanger van de geblesseerde Tomáš Rosický en na ruim een uur spelen werd hij vervangen door Jan Rezek. Tijdens de kwalificatiereeks voor het WK 2014 speelde Lafata zeven van de tien wedstrijden. Door een derde plaats in de poule, achter Italië en Denemarken, waren de Tsjechen uitgeschakeld voor de eindronde. In het najaar van 2014 startte de kwalificatiewedstrijden voor het EK 2016. Darida deed in alle tien wedstrijden mee. Tsjechië wist onder meer IJsland, Turkije en Nederland onder zich te houden en met een eerste plek kwalificeerden de Tsjechen zich voor het EK. Tijdens deze kwalificatiereeks tekende Darida ook voor zijn eerste doelpunt in het nationale elftal. Op 6 september 2015 werd gewonnen van Letland. Nadat David Limberský de score had geopend, verdubbelde de middenvelder in de vijfentwintigste minuut de Tsjechische voorsprong. Zeventien minuten voor het einde van de wedstrijd besliste Artūrs Zjuzins de stand op 1–2.
| Interlands van Vladimír Darida voor Tsjechië | Interlands van Vladimír Darida voor Tsjechië | Interlands van Vladimír Darida voor Tsjechië | Interlands van Vladimír Darida voor Tsjechië | Interlands van Vladimír Darida voor Tsjechië | Interlands van Vladimír Darida voor Tsjechië |
| №                                            | Datum                                        | Wedstrijd                                    | Uitslag                                      | Competitie                                   | Goals                                        |
| Als speler bij Viktoria Pilsen               | Als speler bij Viktoria Pilsen               | Als speler bij Viktoria Pilsen               | Als speler bij Viktoria Pilsen               | Als speler bij Viktoria Pilsen               | Als speler bij Viktoria Pilsen               |
| -------------------------------------------- | -------------------------------------------- | -------------------------------------------- | -------------------------------------------- | -------------------------------------------- | -------------------------------------------- |
| 1                                            | 26 mei 2012                                  | Tsjechië – Israël                            | 2 – 1                                        | Vriendschappelijk                            |                                              |
| 2                                            | 1 juni 2012                                  | Tsjechië – Hongarije                         | 1 – 2                                        | Vriendschappelijk                            |                                              |
| 3                                            | 21 juni 2012                                 | Tsjechië – Portugal                          | 0 – 1                                        | EK 2012                                      |                                              |
| 4                                            | 15 augustus 2012                             | Oekraïne – Tsjechië                          | 0 – 0                                        | Vriendschappelijk                            |                                              |
| 5                                            | 8 september 2012                             | Denemarken – Tsjechië                        | 0 – 0                                        | WK 2014 kwalificatie                         |                                              |
| 6                                            | 11 september 2012                            | Tsjechië – Finland                           | 0 – 1                                        | Vriendschappelijk                            |                                              |
| 7                                            | 12 oktober 2012                              | Tsjechië – Malta                             | 3 – 1                                        | WK 2014 kwalificatie                         |                                              |
| 8                                            | 16 oktober 2012                              | Tsjechië – Bulgarije                         | 0 – 0                                        | WK 2014 kwalificatie                         |                                              |
| 9                                            | 14 november 2012                             | Tsjechië – Slowakije                         | 3 – 0                                        | Vriendschappelijk                            |                                              |
| 10                                           | 6 februari 2013                              | Turkije – Tsjechië                           | 0 – 2                                        | Vriendschappelijk                            |                                              |
| 11                                           | 22 maart 2013                                | Tsjechië – Denemarken                        | 0 – 3                                        | WK 2014 kwalificatie                         |                                              |
| 12                                           | 26 maart 2013                                | Armenië – Tsjechië                           | 0 – 3                                        | WK 2014 kwalificatie                         |                                              |
| 13                                           | 7 juni 2013                                  | Tsjechië – Italië                            | 0 – 0                                        | WK 2014 kwalificatie                         |                                              |
| 14                                           | 14 augustus 2013                             | Hongarije – Tsjechië                         | 1 – 1                                        | Vriendschappelijk                            |                                              |
| Als speler bij SC Freiburg                   |                                              |                                              |                                              |                                              |                                              |
| 15                                           | 10 september 2013                            | Italië – Tsjechië                            | 2 – 1                                        | WK 2014 kwalificatie                         |                                              |
| 16                                           | 5 maart 2014                                 | Tsjechië – Noorwegen                         | 2 – 2                                        | Vriendschappelijk                            |                                              |
| 17                                           | 21 mei 2014                                  | Finland – Tsjechië                           | 2 – 2                                        | Vriendschappelijk                            |                                              |
| 18                                           | 3 september 2014                             | Tsjechië – Verenigde Staten                  | 0 – 1                                        | Vriendschappelijk                            |                                              |
| 19                                           | 9 september 2014                             | Tsjechië – Nederland                         | 2 – 1                                        | EK 2016 kwalificatie                         |                                              |
| 20                                           | 10 oktober 2014                              | Turkije – Tsjechië                           | 1 – 2                                        | EK 2016 kwalificatie                         |                                              |
| 21                                           | 13 oktober 2014                              | Kazachstan – Tsjechië                        | 2 – 4                                        | EK 2016 kwalificatie                         |                                              |
| 22                                           | 16 november 2014                             | Tsjechië – IJsland                           | 2 – 1                                        | EK 2016 kwalificatie                         |                                              |
| 23                                           | 28 maart 2015                                | Tsjechië – Letland                           | 1 – 1                                        | EK 2016 kwalificatie                         |                                              |
| 24                                           | 31 maart 2015                                | Slowakije – Tsjechië                         | 1 – 0                                        | Vriendschappelijk                            |                                              |
| 25                                           | 12 juni 2015                                 | IJsland – Tsjechië                           | 2 – 1                                        | EK 2016 kwalificatie                         |                                              |
| Als speler bij Hertha BSC                    |                                              |                                              |                                              |                                              |                                              |
| 26                                           | 3 september 2015                             | Tsjechië – Kazachstan                        | 2 – 1                                        | EK 2016 kwalificatie                         |                                              |
| 27                                           | 3 september 2015                             | Letland – Tsjechië                           | 1 – 2                                        | EK 2016 kwalificatie                         | 25'                                          |
| 28                                           | 10 oktober 2015                              | Tsjechië – Turkije                           | 0 – 2                                        | EK 2016 kwalificatie                         |                                              |
| 29                                           | 13 oktober 2015                              | Nederland – Tsjechië                         | 2 – 3                                        | EK 2016 kwalificatie                         |                                              |
| 30                                           | 13 november 2015                             | Tsjechië – Servië                            | 4 – 1                                        | Vriendschappelijk                            |                                              |
| 31                                           | 17 november 2015                             | Polen – Tsjechië                             | 3 – 1                                        | Vriendschappelijk                            |                                              |

Bijgewerkt op 1 februari 2016.

## Erelijst
| Gambrinus liga            | 2× | 2010/11, 2012/13 |
| Pohár ČMFS                | 1× | 2009/10          |
| Synot Tip Superpohár 2011 | 1× | 2011/12          |